# TPS (féminines)
Pour les articles homonymes, voir TPS.
Maillots
La sélection féminine du TPS (aussi appelé Turun Palloseura) est un club de football féminin finlandais basé à Turku.
Cette sélection a remporté le championnat de Finlande de football féminin en 1978.

## Trophée
- Championnes de Finlande (1)[1]
  - 1978